# Apertura italiana
La Apertura italiana (ECO C50-C59) es una de las más antiguas del ajedrez, y muy conocida. Surge tras los siguientes movimientos:
1.e4 e5 2.Cf3 Cc6 3.Ac4
Está considerada dentro de las aperturas abiertas.

## Estrategia
Sus ideas estratégicas son claras: el ataque al punto f7. Hay partidas memorables con la Apertura italiana, sin embargo tras la colocación del alfil en c4 es fácilmente atacable.
Línea principal
1.e4 e5

2.Cf3 Cc6

3.Ac4

## Giuoco Piano
|       |       |       |       |       |       |       |       |       |  |
|       | a8 rd | b8    | c8 bd | d8 qd | e8 kd | f8    | g8 nd | h8 rd |  |
| a7 pd | b7 pd | c7 pd | d7 pd | e7    | f7 pd | g7 pd | h7 pd |       |  |
| a6    | b6    | c6 nd | d6    | e6    | f6    | g6    | h6    |       |  |
| a5    | b5    | c5 bd | d5    | e5 pd | f5    | g5    | h5    |       |  |
| a4    | b4    | c4 bl | d4    | e4 pl | f4    | g4    | h4    |       |  |
| a3    | b3    | c3    | d3    | e3    | f3 nl | g3    | h3    |       |  |
| a2 pl | b2 pl | c2 pl | d2 pl | e2    | f2 pl | g2 pl | h2 pl |       |  |
| a1 rl | b1 nl | c1 bl | d1 ql | e1 kl | f1    | g1    | h1 rl |       |  |
|       |       |       |       |       |       |       |       |       |  |

El Giuoco piano significa Juego lento o tranquilo (ECO 50, C53-C54) es la
línea principal de la Apertura italiana. A partir de la posición básica se desarrollan líneas salvajes o sumamente tranquilas. La idea básica de las blancas es construir el centro ideal de peones con d4 y e4. El alfil en c4 dificulta la jugada liberadora de las negras 'd5' ya que las negras han jugado Cc6, por lo que el peón en d5 no estaría apoyado por otro en c6, como suelen hacer las blancas, y a su vez mantiene un ojo sobre la casilla más débil de las negras: el punto f7, el único que solo está defendido por el rey. Por su parte las negras tratan de hacer lo mismo atacando en punto f2, y procurando hacer la jugada d5 y atacar el alfil de c4 lo antes posible. Se caracteriza por la siguiente secuencia: 
1.e4 e5 2.Cf3 Cc6 3.Ac4 Ac5. 
La jugada 3...Ac5 es la jugada que ejerce más control sobre el centro y que más dificulta la jugada d4 de las blancas. Esta jugada directa en el movimiento 4 por parte de las blancas es un gambito y fue recuperada en la primera década del siglo XXI gracias a los esfuerzos de Movsesian en la secuencia siguiente, 4.0-0 Cf6 5.d4 Axd4 6.Cxd4 Cxd4 7.f4 d6 8.fxe5 dxe5. 9.Ag5 Ae6 10.Ca3 (Movsesian-Adams, 2009) antes de ser enterrada de nuevo. La inclusión de la jugada intermedia 4.0-0 reduce las opciones negras por lo que es la forma más habitual de jugar el gambito

Tradicionalmente, d4 se ha apoyado con la jugada previa 4.c3 (en vez del enroque), y esta ha sido la variante principal durante el siglo XIX:
|       |       |       |       |       |       |       |       |       |  |
|       | a8 rd | b8    | c8 bd | d8 qd | e8 kd | f8    | g8    | h8 rd |  |
| a7 pd | b7 pd | c7 pd | d7 pd | e7    | f7 pd | g7 pd | h7 pd |       |  |
| a6    | b6    | c6 nd | d6    | e6    | f6    | g6    | h6    |       |  |
| a5    | b5    | c5    | d5    | e5    | f5    | g5    | h5    |       |  |
| a4    | b4 bd | c4 bl | d4 pl | e4    | f4    | g4    | h4    |       |  |
| a3    | b3    | c3 nd | d3    | e3    | f3 nl | g3    | h3    |       |  |
| a2 pl | b2 pl | c2    | d2    | e2    | f2 pl | g2 pl | h2 pl |       |  |
| a1 rl | b1 nl | c1 bl | d1 ql | e1    | f1 rl | g1 kl | h1    |       |  |
|       |       |       |       |       |       |       |       |       |  |

### Línea principal 4.c3, el ataque Greco, el ataque Møller
La línea principal transcurre con la secuencia: 1.e4 e5 2.Cf3 Cc6 3.Ac4 Ac5 4.c3 Cf6 5.d4 exd4 6.cxd4 Ab4+. Aquí se han probado varias opciones:
La más antigua, es la variante Greco, jugada por el jugador de dicho nombre ya en el siglo XVII. Se caracteriza por el sacrificio de peón que sigue a 7.Cc3 Cxe4 8.0-0 Cxc3. Las blancas a cambio del material obtenían posibilidadesde ataque. La variante sufrió un serio revés a al final del siglo XIX: Por ejemplo, en el campeonato título mundial entre Steinitz y Lasker en 1896, este obtuvo ventaja tras .8...Axc3 9.bxc3 d5 10.Aa3 dxc4 11.Te1 Ae6 12.Txe4 Dd5 13.De2 0-0-0 14. Ce5 The8. Luego, el danés Jørgen Møller introdujo la jugada 9.d5! en 1898 en la revista Tidsskrift for Skak
(1898). La variante es bastante forzada hasta el movimiento 12: 9...Af6! 10.Te1 Ce7 11.Txe4 d6! el estado de la teoría sugiere que las negras tienen las de ganar tras 12.Ag5! Axg5 13.Cxg5 h6!
Las blancas han probado otras opciones, entre las que se encuentra la variante Cracovia 7. Rf1 y la que ha pasado a convertirse en la línea principal de la variante que empieza con 5.d4: la línea que empieza con 7.Ad2

#### La variante con 7.Ad2
Es la variante menos ambiciosa y más segura de las descritas. Las blancas quedan con un peón central aislado, lo que da a las negras grandes posibilidades de igualar. La teoría se ha centrado en estas dos variantes:
|       |       |       |       |       |       |       |       |       |  |
|       | a8 rd | b8    | c8 bd | d8 qd | e8 kd | f8    | g8    | h8 rd |  |
| a7 pd | b7 pd | c7 pd | d7 pd | e7    | f7 pd | g7 pd | h7 pd |       |  |
| a6    | b6    | c6 nd | d6    | e6    | f6    | g6    | h6    |       |  |
| a5    | b5    | c5    | d5 pl | e5    | f5    | g5    | h5    |       |  |
| a4    | b4    | c4 bl | d4    | e4 nd | f4    | g4    | h4    |       |  |
| a3    | b3    | c3 bd | d3    | e3    | f3 nl | g3    | h3    |       |  |
| a2 pl | b2 pl | c2    | d2    | e2    | f2 pl | g2 pl | h2 pl |       |  |
| a1 rl | b1 nl | c1 bl | d1 ql | e1    | f1 rl | g1 kl | h1    |       |  |
|       |       |       |       |       |       |       |       |       |  |

- 7.Ad2 Cxe4 8.Axb4 Cxb4 9.Axf7+ Rxf7 10.Db3+ d5 11.Ce5+ Re6! 12.Dxb4 c5!?
- 7.Ad2 d5

#### La línea de Sveschnikov 6.e5
Este avance de peón fue recuperado por Sveshnikov en 1985 aunque Steinitz lo había condenado ¡en 1895! "Como principio general de este avance del peón es desventajoso ya que la respuesta 6 ... d5 permite al negro tener mayoría de peones en el flanco de dama y romper primero con f6". Steinitz había empleado la línea 6 e5 contra Lasker en su primera partida del campeonato del mundo.
La línea principal después de 6 e5 d5 es 7.Ab5 Ce4 8.cxd4 Ab6 9.Cc3 0-0 10.Axc6

## El giuoco pianissimo
El giuoco pianissimo es una estrategia blanca para construir el centro en dos fases: primero aseguran e4 con d3; luego preparan d4. Es sin duda una opción más posicional. Muchos jugadores lo usan para jugar un medio juego de tipo Ruy López o español sin tener que memorizar toda la teoría que implica jugar la española. No hay una secuencia única para jugar el pianissimo: las blancas pueden jugar d3, c3 y 0-0 en cualquiera de los órdenes, y a veces omiten la jugada c3. John Nunn ha jugado este esquema profusamente en los 80.
Las líneas principales son:
- 4.c3 Cf6 5.d3 d6 6.0-0 0-0
- 4.c3 Cf6 5.b4 Ab6 6.d3 d6 7.0-0 0-0

## La variante Canal
Es la posición óptima que pueden jugar las blancas para construir una posición de "los cuatro caballos" con el alfil italiano. Esta posición es alcanzable desde el Giuoco piano, desde los dos caballos y desde la apertura del alfil. Las jugadas que caracterizan la variante son las siguientes:
4.d3 Cf6 5.Cc3 d6 (según Modern Chess Openings 5...0-0 es prematuro) 6.Ag5

## El gambito Evans 4.b4
El Gambito Evans es una variante agresiva en la apertura italiana. La idea detrás del movimiento 4.b4 es sacrificar a un peón para asegurar un centro fuerte, desarrollarse muy rápido, presionar sobre el punto débil f7 y en la medida de lo posible mantener al rey negro en el centro. 
El gambito debe su nombre al capitán Evans, quien aseguraba que un golpe de mar hizo mover el peón b dos escaques. La primera partida documentada corresponde a Evans - McDonnell , Londres 1827, aunque con un orden de movimientos diferente: 1.e4 e5 2.Cf3 Cc6 3.Ac4 Ac5 4.0-0 d6 5.b4. El propio MCDonnell se convirtió en entusiuasta del gambito y mejoró el orden de jugadas, trasladando b4 al movimiento 4. En 1832 se publicó el primer análisis del gambito en Second Series of Progressive Lessons (1832) por William Lewis. La variante se hizo muy popular en las islas poco después y el propio McDonnell la empleó en su partida con De la Bourdonnais en 1834, y a pesar de que el primero era inferior, derrotó con el gambito al francés, que rápidamente y en el mismo campeonato utilizó el arma de su rival. Fue así como se propagó el gambito Evans por el continente. El gambito entró en declive tras la defensa propuesta por Lasker en 1895.
La primera tabiya del gambito se produjo tras la secuencia de jugadas siguiente (el orden de jugada no es fijo):
1.e4 e5 2.Cf3 Cc6 3.Ac4 Ac5 4.b4 Axb4 5.c3 Aa5 6.0-0 Ab6 7.d4 exd4 8.cxd4 d6. A ella se le conoció como la "posición normal". Pero según Zukertort, 6...Cf6!, ya jugada desde la mitada de la década de los 30 era mejor. Y de hecho, los análisis de la época dan ventaja a las negras en todas la variantes. Zukertort también sugirió evitar la defensa de las negras con 6.d4. Richardson en cambio jugó 7.d4 tras 6...Cf6!, y bautizaron esta jugada como el ataque Richardson. 6.d4 y 6.0-0 son equivalentes si las negras quieren jugar la posición normal, pero 6.d4 es en general más aguda.
La segunda tabiya del gambito se produce tras la secuencia de jugadas:
1.e4 e5 2.Cf3 Cc6 3.Ac4 Ac5 4.b4 Axb4 5.c3 Aa5 6.d4 exd4 7.0-0 dxc3, que se le conoce con el nombre de "la defensa comprometida". A pesar de los tres peones de menos, las blancas tienen mucho ataque. Fue una variante favorecida por Zukertort. 
La tercera tabiya del gambito se produce tras la secuencia de jugadas:
1.e4 e5 2.Cf3 Cc6 3.Ac4 Ac5 4.b4 Axb4 5.c3 Aa5 6.d4 d6 7.d4 b6,y es conocida como la defensa Lasker. La introdujo Gunsberg contra Blackburne en 1879.

### El gambito Evans aceptado
La manera más obvia y más habitual para el negro de contrarrestar el gambito es aceptarlo con 4 ... Axb4 5.c3 Aa5 (también se juegan 5 ... Ae7 y , con menos frecuencia 5 ... Ac5 y 5 ... Ad6, también se juegan) 6.d4 
La línea principal es 6… exd4 (Anand ha jugado incluso 6…Ab6) y aquí surgen dos posibilidades:
- 7.0-0 es línea principal, pero las negras tienen la fuerte jugada 7…Cge7. Otras jugadas como 7…Cf6 7…d6 7…dxc3 7…d3 o 7…Ab6 dan mucho juego a las blancas. Ahora 8.cd4 se contesta con 8…d5! Y a las blancas les cuesta mucho justificar el peón de menos
- La principal alternativa es 7. Db3 aprovechando que la casilla a5 no puede ser ocupada por un caballo. Las negras defiende la casilla f7 bien con Df6 o bien con De7

## La defensa de los dos caballos
Surge cuando las negras juegan 3...Cf6, con la secuencia 1.e4 e5 2.Cf3 Cc6 3.Ac4 Cf6, atacando al peón de e4 e ignorando la amenaza sobre f7. Es una defensa agresiva que data su registro de los manuales de Polerio en el siglo XVI. De hecho Bronstein propuso que se le llamara Contrataque Chigorín. Tradicionalmente las blancas responde con tres jugadas:
- 4.Cg5, la línea principal

- 4.d4, la recomendación de Tarrasch

- 4.d3

### La línea principal 4.Cg5
Siegbert Tarrasch llamó a esta jugada un "movimiento torpe" y Panov lo llamó "primitivo", pero este ataque en f7 prácticamente gana un peón por la fuerza. A pesar de las críticas de Tarrasch, muchos jugadores consideran que es la mejor opción que tienen las blanco para conseguir ventaja. Entre otros lo han usado Wilhelm Steinitz , Bobby Fischer, Anatoly Karpov , Garry Kasparov y Viswanathan Anand.
Las negras tienen a su disposición las siguientes defensas:
- 4...d5 5 exd5 Ca5. la variante principal

- 4...d5 5 exd5 Cd4 la variante Fritz

- 4...d5 5 exd5 b5 la variante Ulvestad

- 4...d5 5 exd5 Cxd5

- 4...Cxe4?!

- 4...Ac5!? La variante Traxler

#### La variante 4...d5 5 exd5 Ca5
Después de 5 ... Ca5 , La jugada principal es 6.Ab5 + , y el juego suele seguir así 6 ... c6 (6…Ad7 la favorita de Naiditch, es también una jugada buena) 7.dxc6 bxc6 y aquí se han ensayado:
- 8.Ae2 . Es la variante principal. Así ha jugado Kasparov . 8…h6 9.Cf3 , después de lo cual las negras toman la iniciativa que compensa el peón entregado 9 ... e4 10.Ce5 Ad6. Steinitz favoreció 9.Ch3, a pesar de que fracasó con ella en su famosa partida por cable en 1891 contra Chigorin . La Variación Steinitz fue olvidada hasta Fischer la rescató en la década de 1960 y posteriormente Nigel Short en la década de los 90 , y hoy en día se cree que es más o menos igual en fuerza a 9.Cf3
- 8.Df3 En esta posición la jugada de Coleman 8…Tb8 se ha convertido en la línea principal
- 8.Ad3 ha sido puesta de moda por Morozevich y Nakamura y aquí se han ensayado toda suerte de respuestas (8…h6 8…Cfd5 8…Ac5 8…Ad6 8…Cg4)

Otras jugadas menores incluyen la jugada de Morphy 6.d3 . La Variación Morphy (o Ataque Kieseritzky ) que no es muy popular, ya que las negras están mejor tras 6 ... h6 9.dxc4 Ac5 7.Cf3 e4 8.De2 Cxc4 (Bronstein jugó la sorprendente 8.dxe4 ? con éxito, pero es una jugada dudosa.)

#### La variante Fritz
El maestro alemán Alexander Fritz (1857-1932) sugirió la jugada que lleva su nombre 5 ... Cd4 a Carl Schlechter, que escribió acerca de ella en un artículo de Deutsche Schachzeitung en 1904. En 1907 el propio Fritz escribió otro artículo acerca de su movimiento en la revista sueca Tidskrift för Schack. La mejor respuesta de las blancas es 6.c3, y el juego a menudo continúa 6 ... b5 7.Af1 Cxd5 y ahora:
- 8.Ce4 Ce6 9.Axb5 fue la primera línea principal

- 8.cxd5 la primera línea y la línea de moda en la primera década del siglo XIX. 8...Dxg5 9.Axb5 Rd8 10.Df3 La partida fuente es Larsen-Andersen 1926.

- 8.Cgxf7, jugada por Short y sigue 8...Rxf7 9.cxd4

- 8.h4 h6 9.cxd4 (9.Cxf7 y Ce4 también son posibles) jugado inicialmente en la partida Krejci-Valek en 1970.

#### La variante Ulvestad
Olav Ulvestad introdujo 5 ... b5 en un artículo de 1941 en Chess Review. El blanco solo tiene una buena respuesta: 6.Af1, protegiendo g2 impidiendo 6 ... Dxd5? Pues sigue 7.Cc3. Se han jugado 6.Axb5 Dxd5 7.Axc6 Dxc6 y 6.dxc6 bxc4 7.Cc3 pero no igualan. Las negras pueden transponer a la Variante Fritz con 6 ... Cd4, o quedarse en la línea Ulvestad jugando 5…h6. Esta jugada fue introducida por Mihalovic en 1963, en su partida con Kurkin, y ha sido usada entre otros por el joven Carlsen.
Las líneas principales que se juegan es esta posición son:
- 7.Cxf7 jugada por Vallejo entre otros

- 7. Cf3

- 7.Ce6 jugada por Naiditsch entre otros

- 7.dxc6 jugada por Morozevich

#### 5…Cxd5, el ataque Fegatello, la variante Lolli, la variante Pinkus
Es una jugada tan antigua como la propia variante, siempre ha sido considerada dudosa. Lo es no tanto por la jugada de sacrificio 6.Cxf7!? Rxf7 7.Df3+ Re6 8.Cc3 que se conoce como ataque Fegatello o Fried Liver, que han demostrado ser muy efectivas para el blanco, pero que los análisis modernos han demostrado lo difícil que es sacar un veredicto conclusivo de la misma, sino por la jugada 6.d4!, que se le conoce con el nombre de variante Lolli, donde la línea principal sigue 6…Ab4, jugada que también tiene nombre (Variante Pincus, por sus análisis en la revista Chess Review en 1943 y 1944) 7.c3 Ae7 8.Cxf7 Rxe7 9.Df3 Re6

#### 4...Ac5!? La variante Traxler
Esta jugada recibe el nombre de variante Traxler porque fue introducida por el checo Karel Traxler en su partida con Reinisch jugada en Praga en 1896. Varias décadas después esta jugada fue jugada por el americano K. Williams y otros jugadores no profesionales de su ciudad natal por lo que la literatura anglófila utiliza el nombre de dicha ciudad, Wilkes-Barre para nombrar la variante. Las negras con esta arriesgada jugada ignoran la amenaza sobre f7 y plantean otra sobre f2. La variante debe su popularidad en parte a los esfuerzos de A. Beliavsky, que la ha planteado frente a Karpov consiguiendo unas tablas, y frente a Anand en el torneo de Linares de 1991, en el que las negras consiguieron la victoria.
Las blancas en esta posición han ensayado principalmente tres jugadas:
- 5.Axf7+ Quizá sea la variante más perjudicial para las negras, ya que pierden un peón y el enroque. Además no logran toda la iniciativa que podrían conseguir con la variante Cxf7.
- 5.Cxf7 Axf2+ 6.Rxf2 Cxe4+ Plantea una claro ataque para el bando negro después de 7. ...Dh4
- 5.d4

#### La variante 4...Cxe4?!
Es una jugada dudosa y las negras tienen que demostrar que tienen compensación en la siguiente línea: 5.Axf7+! Re7 6.d4! d5 ( 6 ... h6 7.Cxe4 Rxf7 y ahoratampoco 8.dxe5 De8 9.f4 d6 8.d5 Ce7 10.0-0 o 9.Qh5 + g6 10.Qxe5 dan la ventajablanca ) 7.Cc3! ( lo mejor, jugada de Lopujin ) Cxc3 8.bxc3 Dd6 ( 8 ... Af5 9.Df3 ± ; 8 ... 9.f3 e4!) 9.a4! Rd8 10.Ag8! (jugada de Estrin) Re8 11.Axh7 con ventaja( Gligorić ).

## Variantes
1.e4 e5 2.Cf3 Cc6 3.Ac4 Ac5 4.c3 Línea principal
1.e4 e5 2.Cf3 Cc6 3.Ac4 Ac5 4.c3 Cf6 
1.e4 e5 2.Cf3 Cc6 3.Ac4 Ac5 4.c3 Cf6 5.d4
1.e4 e5 2.Cf3 Cc6 3.Ac4 Ac5 4.c3 Cf6 5.d4 exd4 6.cxd4
1.e4 e5 2.Cf3 Cc6 3.Ac4 Ac5 4.c3 Cf6 5.d4 exd4 6.cxd4 Ab4+ 7.Cc3 Ataque Greco 
1.e4 e5 2.Cf3 Cc6 3.Ac4 Ac5 4.c3 Cf6 5.d4 exd4 6.cxd4 Ab4+ 7.Cc3 Cxe4 8.0-0 Cxc3
1.e4 e5 2.Cf3 Cc6 3.Ac4 Ac5 4.c3 Cf6 5.d4 exd4 6.cxd4 Ab4+ 7.Cc3 Cxe4 8.0-0 Cxc3 9.bxc3 Axc3 10.Db3 d5
1.e4 e5 2.Cf3 Cc6 3.Ac4 Ac5 4.c3 Cf6 5.d4 exd4 6.cxd4 Ab4+ 7.Cc3 Cxe4 8.0-0 Cxc3 9.bxc3 Axc3 10.Aa3
1.e4 e5 2.Cf3 Cc6 3.Ac4 Ac5 4.c3 Cf6 5.d4 exd4 6.cxd4 Ab4+ 7.Cc3 Cxe4 8.0-0 Axc3
1.e4 e5 2.Cf3 Cc6 3.Ac4 Ac5 4.c3 Cf6 5.d4 exd4 6.cxd4 Ab4+ 7.Cc3 Cxe4 8.0-0 Axc3 9.bxc3 d5 10.Aa3
1.e4 e5 2.Cf3 Cc6 3.Ac4 Ac5 4.c3 Cf6 5.d4 exd4 6.cxd4 Ab4+ 7.Cc3 Cxe4 8.0-0 Axc3 9.d5 Ataque Moller
1.e4 e5 2.Cf3 Cc6 3.Ac4 Ac5 4.c3 Cf6 5.d4 exd4 6.cxd4 Ab4+ 7.Cc3 Cxe4 8.0-0 Axc3 9.d5 Af6 10.Te1 Ce7 11.Txe4 d6 12.Ag5 Axg5 13.Cxg5 0-0 14.Cxh7
1.e4 e5 2.Cf3 Cc6 3.Ac4 Ac5 4.c3 Cf6 5.d4 exd4 6.cxd4 Ab4+ 7.Cc3 Cxe4 8.0-0 Axc3 9.d5 Af6 10.Te1 Ce7 11.Txe4 d6 12.g4 Ataque a la bayoneta
1.e4 e5 2.Cf3 Cc6 3.Ac4 Ac5 4.c3 Cf6 5.d4 exd4 6.cxd4 Ab4+ 7.Ad2 Cxe4 8.Axb4 Cxb4 9.Axf7+ Rxf7 10.Db3+ d5 11.Ce5+ Rf6 12.f3
1.e4 e5 2.Cf3 Cc6 3.Ac4 Ac5 4.c3 Cf6 5.d4 exd4 6.cxd4 Ab4+ 7.Rf1
1.e4 e5 2.Cf3 Cc6 3.Ac4 Ac5 4.c3 Cf6 5.d4 exd4 6.e5 Ce4 7.Ad5 Cxf2 8.Rxf2 dxc3+ 9.Rg3
1.e4 e5 2.Cf3 Cc6 3.Ac4 Ac5 4.c3 Cf6 5.d4 exd4 6.e5 d5
1.e4 e5 2.Cf3 Cc6 3.Ac4 Ac5 4.c3 Cf6 5.d4 exd4 6.e5 d5 7.Ab5 Ce4 8.cxd4 Ab4+
1.e4 e5 2.Cf3 Cc6 3.Ac4 Ac5 4.c3 Cf6 5.b4
1.e4 e5 2.Cf3 Cc6 3.Ac4 Ac5 4.c3 De7 Variante cerrada o defensa Aliojin sostener el peón de e5 
1.e4 e5 2.Cf3 Cc6 3.Ac4 Ac5 4.c3 De7 5.d4 Ab6
1.e4 e5 2.Cf3 Cc6 3.Ac4 Ac5 4.c3 De7 5.d4 Ab6 6.0-0 Cf6 7.a4 a6 8.Te1 d6 9.h3
1.e4 e5 2.Cf3 Cc6 3.Ac4 Ac5 4.c3 De7 5.d4 Ab6 6.Ag5
1.e4 e5 2.Cf3 Cc6 3.Ac4 Ac5 4.c3 De7 5.d4 Ab6 6.d5 Cb8 7.d6
1.e4 e5 2.Cf3 Cc6 3.Ac4 Ac5 4.c3 d6 5.d4 exd4 6.cxd4 Ab6
- Datos: Q835939